# Juta (kněžna)
Juta byla zřejmě první manželka českého knížete Oldřicha. O Oldřichově první manželce existují jen sporadické informace. Zřejmě to byla urozená žena z řad domácí nebo spíše zahraniční šlechty, prý ovšem neplodná.
Její manžel se stal otcem levobočného syna Břetislava, jehož matkou byla zřejmě Božena, dcera či manželka jistého Křesiny. V době jejich manželství neměl Oldřich příliš dobré vyhlídky na knížecí stolec, a tak se stěží dalo předpokládat, že tento syn sehraje významnou roli v české historii coby budoucí kníže. Letopisec Kosmas popisuje ve své Kronice české situaci takto:
„Knížeti Oldřichovi se z řádného manželství pro neplodnost choti nenarodil žádný potomek, avšak z jakési ženy jménem Boženy, jež byla Křesinova, měl syna neobyčejně sličného, jemuž dal jméno Břetislav. Jednoho dne totiž, vraceje se skrze selskou ves z lovu, uviděl řečenou ženu, jak pere roucha u studánky, a prohlédnuv si ji od hlavy až k patě, vpil do hrudi nesmírný žár lásky. Kníže poslav ihned pro ni, pojal ji v manželství, staré však manželství nerozvázal, protože toho času každý, jak se mu líbilo, směl míti dvě i tři ženy nebylo hříchem unésti manželku bližního ani manželce vdáti se za ženatého muže…“
Oldřich zřejmě svou první ženu nakonec zapudil a je možné, že se oženil právě s neurozenou Boženou.